# Universidade Central do Equador

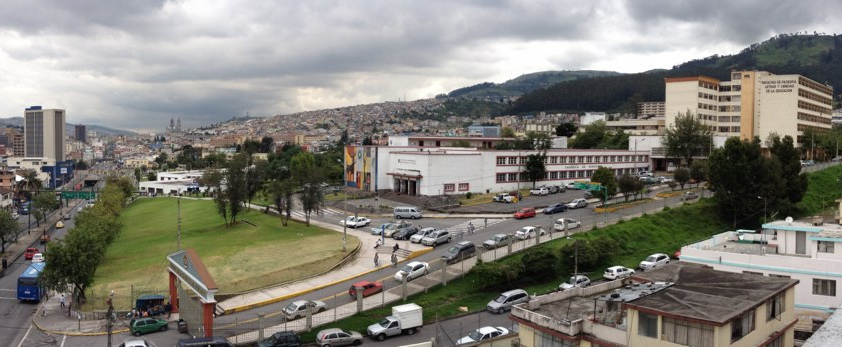
Entrada Norte da Faculdade de Filosofia, Letras e Ciências da Educação

A Universidade Central do Equador é a universidade mais antiga do Equador, e um dos principais centros de educação superior do país. Foi fundada em 18 de março de 1826. A Universidade Central é Estatal.

## Organização
A Universidade Central conta com 15 faculdades:
- Faculdade de Arquitetura e Urbanismo
- Faculdade de Artes
- Faculdade de Ciências Administrativas
- Faculdade de Ciências Agrícolas
- Faculdade de Ciências Econômicas
- Faculdade de Ciências Médicas
- Faculdade de Ciências Psicológicas
- Faculdade de Ciências Químicas
- Faculdade de Comunicação Social
- Faculdade de Medicina Veterinária e Zootecnia
- Faculdade de Filosofia, Letras e Ciências da Educação
- Faculdade de Engenharia em Geologia, Minas, Petróleos e Ambiental
- Faculdade de Engenharia, Ciências Físicas e Matemática
- Faculdade de Jurisprudência, Ciências Políticas e Sociais
- Faculdade de Odontologia